# Stadelhofen (Oberkirch)

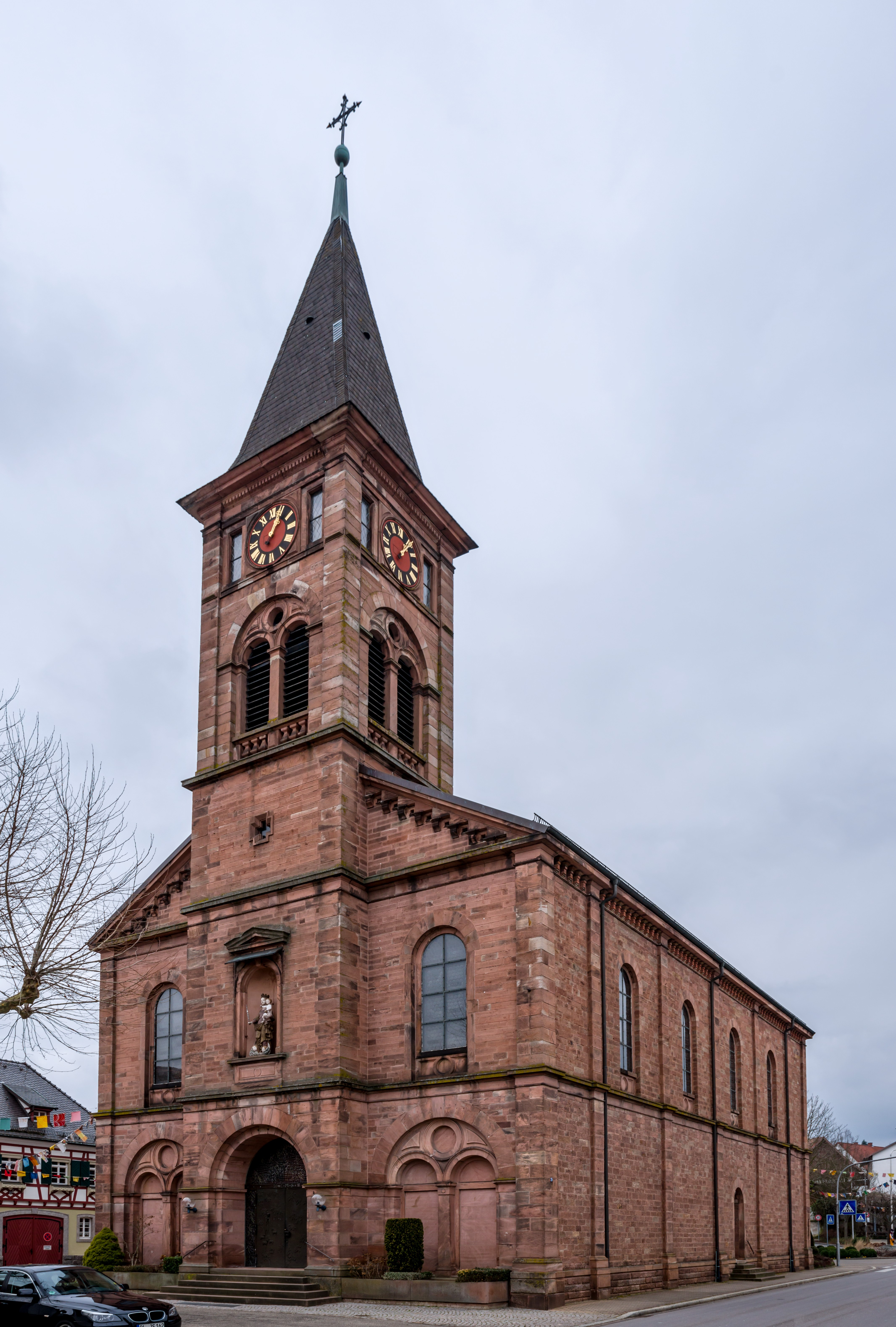
Katholische Kirche St. Wendelin

Stadelhofen ist ein Ortsteil der Stadt Oberkirch im Ortenaukreis in Baden-Württemberg. Der Ort liegt 2,5 km nordwestlich vom Kernbereich von Oberkirch. Durch den Ort fließt die Rench, ein rechter Nebenfluss des Rheins.
Stadelhofen wurde am 1. Januar 1974 nach Oberkirch eingemeindet.

## Vogt
| Datum       | Name            |
| ----------- | --------------- |
| 1820 - 1823 | Johannes Hauser |

## Demographie
| Jahr | Einwohnerzahl |
| ---- | ------------- |
| 1801 | 350           |
| 2015 | 1325          |
| 2016 | 1325          |